# Baszta Klasztorna
Baszta Klasztorna (niem. Klosterturm) – średniowieczna baszta na Głównym Mieście w Gdańsku. Rozebrana w 1848 roku.

## Historia
Została zbudowana w latach 1384-1389. Znajdowała się w północnej linii fortyfikacji Głównego Miasta, pomiędzy Basztą Katowską, a Basztą Dominikańską. Pełniła funkcję gdaniska pobliskiego klasztoru dominikanów.
Była potężną budowlą na planie prostokąta, z kilkoma strzelnicami oraz przepustem odprowadzającym nieczystości do miejskiej fosy. Zniszczona została, wraz z klasztorem, w 1813 roku podczas oblężenia Gdańska przez wojska rosyjsko-pruskie. Została rozebrana w 1848 roku.
Jedynym świadectwem istnienia baszty jest jej obrys na parkingu przed Halą Targową, która została zbudowana na miejscu klasztoru.